# Homoporus rosae
Homoporus rosae är en stekelart som beskrevs av Boucek 1970. Homoporus rosae ingår i släktet Homoporus och familjen puppglanssteklar.
Artens utbredningsområde är:
- Bulgarien.
- Sverige.

Arten är reproducerande i Sverige. Inga underarter finns listade i Catalogue of Life.